# Key Biscayne, Florida
Key Biscayne är en ort (village) i Miami-Dade County, i delstaten Florida, USA. Enligt United States Census Bureau har orten en folkmängd på 12 637 invånare (2011) och en landarea på 3,2 km².